# Ferenc Fleck
Ferenc Fleck (Budapest, 17 febbraio 1908 – Budapest, 25 febbraio 1994) è stato un compositore di scacchi ungherese.
Ha composto circa 1400 problemi, la maggior parte in due e tre mosse ma anche di aiutomatto. Ha ottenuto moltissime premiazioni, tra cui 103 primi premi.
Cinque volte vincitore del campionato ungherese di composizione.
La combinazione problemistica detta "tema Fleck" prende il suo nome: « la chiave introduce diverse minacce, almeno tre, ma le difese del nero le annullano tutte, eccetto una ». Esiste anche una variante di questo tema detta "tema Karlström-Fleck": « la chiave introduce diverse minacce, almeno tre; le difese del nero separano le minacce, e soltanto una rimane valida. C'è almeno una difesa che annulla tutte le minacce, ma permette un altro matto ».
Nel 1988 la PCCC (Permanent Commission for Chess Composition) gli attribuì il titolo di Maestro Onorario della composizione.

## Problemi d'esempio
|   | a | b | c | d | e | f | g | h |   |
| 8 | b8 cavallo del nero · c8 donna del nero · b6 cavallo del bianco · g6 donna del bianco · e5 re del nero · e4 pedone del bianco · c3 torre del bianco · f3 torre del nero · e2 cavallo del bianco · f2 pedone del bianco · b1 re del bianco · c1 alfiere del bianco | b8 cavallo del nero · c8 donna del nero · b6 cavallo del bianco · g6 donna del bianco · e5 re del nero · e4 pedone del bianco · c3 torre del bianco · f3 torre del nero · e2 cavallo del bianco · f2 pedone del bianco · b1 re del bianco · c1 alfiere del bianco | b8 cavallo del nero · c8 donna del nero · b6 cavallo del bianco · g6 donna del bianco · e5 re del nero · e4 pedone del bianco · c3 torre del bianco · f3 torre del nero · e2 cavallo del bianco · f2 pedone del bianco · b1 re del bianco · c1 alfiere del bianco | b8 cavallo del nero · c8 donna del nero · b6 cavallo del bianco · g6 donna del bianco · e5 re del nero · e4 pedone del bianco · c3 torre del bianco · f3 torre del nero · e2 cavallo del bianco · f2 pedone del bianco · b1 re del bianco · c1 alfiere del bianco | b8 cavallo del nero · c8 donna del nero · b6 cavallo del bianco · g6 donna del bianco · e5 re del nero · e4 pedone del bianco · c3 torre del bianco · f3 torre del nero · e2 cavallo del bianco · f2 pedone del bianco · b1 re del bianco · c1 alfiere del bianco | b8 cavallo del nero · c8 donna del nero · b6 cavallo del bianco · g6 donna del bianco · e5 re del nero · e4 pedone del bianco · c3 torre del bianco · f3 torre del nero · e2 cavallo del bianco · f2 pedone del bianco · b1 re del bianco · c1 alfiere del bianco | b8 cavallo del nero · c8 donna del nero · b6 cavallo del bianco · g6 donna del bianco · e5 re del nero · e4 pedone del bianco · c3 torre del bianco · f3 torre del nero · e2 cavallo del bianco · f2 pedone del bianco · b1 re del bianco · c1 alfiere del bianco | b8 cavallo del nero · c8 donna del nero · b6 cavallo del bianco · g6 donna del bianco · e5 re del nero · e4 pedone del bianco · c3 torre del bianco · f3 torre del nero · e2 cavallo del bianco · f2 pedone del bianco · b1 re del bianco · c1 alfiere del bianco | 8 |
| 7 | b8 cavallo del nero · c8 donna del nero · b6 cavallo del bianco · g6 donna del bianco · e5 re del nero · e4 pedone del bianco · c3 torre del bianco · f3 torre del nero · e2 cavallo del bianco · f2 pedone del bianco · b1 re del bianco · c1 alfiere del bianco | b8 cavallo del nero · c8 donna del nero · b6 cavallo del bianco · g6 donna del bianco · e5 re del nero · e4 pedone del bianco · c3 torre del bianco · f3 torre del nero · e2 cavallo del bianco · f2 pedone del bianco · b1 re del bianco · c1 alfiere del bianco | b8 cavallo del nero · c8 donna del nero · b6 cavallo del bianco · g6 donna del bianco · e5 re del nero · e4 pedone del bianco · c3 torre del bianco · f3 torre del nero · e2 cavallo del bianco · f2 pedone del bianco · b1 re del bianco · c1 alfiere del bianco | b8 cavallo del nero · c8 donna del nero · b6 cavallo del bianco · g6 donna del bianco · e5 re del nero · e4 pedone del bianco · c3 torre del bianco · f3 torre del nero · e2 cavallo del bianco · f2 pedone del bianco · b1 re del bianco · c1 alfiere del bianco | b8 cavallo del nero · c8 donna del nero · b6 cavallo del bianco · g6 donna del bianco · e5 re del nero · e4 pedone del bianco · c3 torre del bianco · f3 torre del nero · e2 cavallo del bianco · f2 pedone del bianco · b1 re del bianco · c1 alfiere del bianco | b8 cavallo del nero · c8 donna del nero · b6 cavallo del bianco · g6 donna del bianco · e5 re del nero · e4 pedone del bianco · c3 torre del bianco · f3 torre del nero · e2 cavallo del bianco · f2 pedone del bianco · b1 re del bianco · c1 alfiere del bianco | b8 cavallo del nero · c8 donna del nero · b6 cavallo del bianco · g6 donna del bianco · e5 re del nero · e4 pedone del bianco · c3 torre del bianco · f3 torre del nero · e2 cavallo del bianco · f2 pedone del bianco · b1 re del bianco · c1 alfiere del bianco | b8 cavallo del nero · c8 donna del nero · b6 cavallo del bianco · g6 donna del bianco · e5 re del nero · e4 pedone del bianco · c3 torre del bianco · f3 torre del nero · e2 cavallo del bianco · f2 pedone del bianco · b1 re del bianco · c1 alfiere del bianco | 7 |
| 6 | b8 cavallo del nero · c8 donna del nero · b6 cavallo del bianco · g6 donna del bianco · e5 re del nero · e4 pedone del bianco · c3 torre del bianco · f3 torre del nero · e2 cavallo del bianco · f2 pedone del bianco · b1 re del bianco · c1 alfiere del bianco | b8 cavallo del nero · c8 donna del nero · b6 cavallo del bianco · g6 donna del bianco · e5 re del nero · e4 pedone del bianco · c3 torre del bianco · f3 torre del nero · e2 cavallo del bianco · f2 pedone del bianco · b1 re del bianco · c1 alfiere del bianco | b8 cavallo del nero · c8 donna del nero · b6 cavallo del bianco · g6 donna del bianco · e5 re del nero · e4 pedone del bianco · c3 torre del bianco · f3 torre del nero · e2 cavallo del bianco · f2 pedone del bianco · b1 re del bianco · c1 alfiere del bianco | b8 cavallo del nero · c8 donna del nero · b6 cavallo del bianco · g6 donna del bianco · e5 re del nero · e4 pedone del bianco · c3 torre del bianco · f3 torre del nero · e2 cavallo del bianco · f2 pedone del bianco · b1 re del bianco · c1 alfiere del bianco | b8 cavallo del nero · c8 donna del nero · b6 cavallo del bianco · g6 donna del bianco · e5 re del nero · e4 pedone del bianco · c3 torre del bianco · f3 torre del nero · e2 cavallo del bianco · f2 pedone del bianco · b1 re del bianco · c1 alfiere del bianco | b8 cavallo del nero · c8 donna del nero · b6 cavallo del bianco · g6 donna del bianco · e5 re del nero · e4 pedone del bianco · c3 torre del bianco · f3 torre del nero · e2 cavallo del bianco · f2 pedone del bianco · b1 re del bianco · c1 alfiere del bianco | b8 cavallo del nero · c8 donna del nero · b6 cavallo del bianco · g6 donna del bianco · e5 re del nero · e4 pedone del bianco · c3 torre del bianco · f3 torre del nero · e2 cavallo del bianco · f2 pedone del bianco · b1 re del bianco · c1 alfiere del bianco | b8 cavallo del nero · c8 donna del nero · b6 cavallo del bianco · g6 donna del bianco · e5 re del nero · e4 pedone del bianco · c3 torre del bianco · f3 torre del nero · e2 cavallo del bianco · f2 pedone del bianco · b1 re del bianco · c1 alfiere del bianco | 6 |
| 5 | b8 cavallo del nero · c8 donna del nero · b6 cavallo del bianco · g6 donna del bianco · e5 re del nero · e4 pedone del bianco · c3 torre del bianco · f3 torre del nero · e2 cavallo del bianco · f2 pedone del bianco · b1 re del bianco · c1 alfiere del bianco | b8 cavallo del nero · c8 donna del nero · b6 cavallo del bianco · g6 donna del bianco · e5 re del nero · e4 pedone del bianco · c3 torre del bianco · f3 torre del nero · e2 cavallo del bianco · f2 pedone del bianco · b1 re del bianco · c1 alfiere del bianco | b8 cavallo del nero · c8 donna del nero · b6 cavallo del bianco · g6 donna del bianco · e5 re del nero · e4 pedone del bianco · c3 torre del bianco · f3 torre del nero · e2 cavallo del bianco · f2 pedone del bianco · b1 re del bianco · c1 alfiere del bianco | b8 cavallo del nero · c8 donna del nero · b6 cavallo del bianco · g6 donna del bianco · e5 re del nero · e4 pedone del bianco · c3 torre del bianco · f3 torre del nero · e2 cavallo del bianco · f2 pedone del bianco · b1 re del bianco · c1 alfiere del bianco | b8 cavallo del nero · c8 donna del nero · b6 cavallo del bianco · g6 donna del bianco · e5 re del nero · e4 pedone del bianco · c3 torre del bianco · f3 torre del nero · e2 cavallo del bianco · f2 pedone del bianco · b1 re del bianco · c1 alfiere del bianco | b8 cavallo del nero · c8 donna del nero · b6 cavallo del bianco · g6 donna del bianco · e5 re del nero · e4 pedone del bianco · c3 torre del bianco · f3 torre del nero · e2 cavallo del bianco · f2 pedone del bianco · b1 re del bianco · c1 alfiere del bianco | b8 cavallo del nero · c8 donna del nero · b6 cavallo del bianco · g6 donna del bianco · e5 re del nero · e4 pedone del bianco · c3 torre del bianco · f3 torre del nero · e2 cavallo del bianco · f2 pedone del bianco · b1 re del bianco · c1 alfiere del bianco | b8 cavallo del nero · c8 donna del nero · b6 cavallo del bianco · g6 donna del bianco · e5 re del nero · e4 pedone del bianco · c3 torre del bianco · f3 torre del nero · e2 cavallo del bianco · f2 pedone del bianco · b1 re del bianco · c1 alfiere del bianco | 5 |
| 4 | b8 cavallo del nero · c8 donna del nero · b6 cavallo del bianco · g6 donna del bianco · e5 re del nero · e4 pedone del bianco · c3 torre del bianco · f3 torre del nero · e2 cavallo del bianco · f2 pedone del bianco · b1 re del bianco · c1 alfiere del bianco | b8 cavallo del nero · c8 donna del nero · b6 cavallo del bianco · g6 donna del bianco · e5 re del nero · e4 pedone del bianco · c3 torre del bianco · f3 torre del nero · e2 cavallo del bianco · f2 pedone del bianco · b1 re del bianco · c1 alfiere del bianco | b8 cavallo del nero · c8 donna del nero · b6 cavallo del bianco · g6 donna del bianco · e5 re del nero · e4 pedone del bianco · c3 torre del bianco · f3 torre del nero · e2 cavallo del bianco · f2 pedone del bianco · b1 re del bianco · c1 alfiere del bianco | b8 cavallo del nero · c8 donna del nero · b6 cavallo del bianco · g6 donna del bianco · e5 re del nero · e4 pedone del bianco · c3 torre del bianco · f3 torre del nero · e2 cavallo del bianco · f2 pedone del bianco · b1 re del bianco · c1 alfiere del bianco | b8 cavallo del nero · c8 donna del nero · b6 cavallo del bianco · g6 donna del bianco · e5 re del nero · e4 pedone del bianco · c3 torre del bianco · f3 torre del nero · e2 cavallo del bianco · f2 pedone del bianco · b1 re del bianco · c1 alfiere del bianco | b8 cavallo del nero · c8 donna del nero · b6 cavallo del bianco · g6 donna del bianco · e5 re del nero · e4 pedone del bianco · c3 torre del bianco · f3 torre del nero · e2 cavallo del bianco · f2 pedone del bianco · b1 re del bianco · c1 alfiere del bianco | b8 cavallo del nero · c8 donna del nero · b6 cavallo del bianco · g6 donna del bianco · e5 re del nero · e4 pedone del bianco · c3 torre del bianco · f3 torre del nero · e2 cavallo del bianco · f2 pedone del bianco · b1 re del bianco · c1 alfiere del bianco | b8 cavallo del nero · c8 donna del nero · b6 cavallo del bianco · g6 donna del bianco · e5 re del nero · e4 pedone del bianco · c3 torre del bianco · f3 torre del nero · e2 cavallo del bianco · f2 pedone del bianco · b1 re del bianco · c1 alfiere del bianco | 4 |
| 3 | b8 cavallo del nero · c8 donna del nero · b6 cavallo del bianco · g6 donna del bianco · e5 re del nero · e4 pedone del bianco · c3 torre del bianco · f3 torre del nero · e2 cavallo del bianco · f2 pedone del bianco · b1 re del bianco · c1 alfiere del bianco | b8 cavallo del nero · c8 donna del nero · b6 cavallo del bianco · g6 donna del bianco · e5 re del nero · e4 pedone del bianco · c3 torre del bianco · f3 torre del nero · e2 cavallo del bianco · f2 pedone del bianco · b1 re del bianco · c1 alfiere del bianco | b8 cavallo del nero · c8 donna del nero · b6 cavallo del bianco · g6 donna del bianco · e5 re del nero · e4 pedone del bianco · c3 torre del bianco · f3 torre del nero · e2 cavallo del bianco · f2 pedone del bianco · b1 re del bianco · c1 alfiere del bianco | b8 cavallo del nero · c8 donna del nero · b6 cavallo del bianco · g6 donna del bianco · e5 re del nero · e4 pedone del bianco · c3 torre del bianco · f3 torre del nero · e2 cavallo del bianco · f2 pedone del bianco · b1 re del bianco · c1 alfiere del bianco | b8 cavallo del nero · c8 donna del nero · b6 cavallo del bianco · g6 donna del bianco · e5 re del nero · e4 pedone del bianco · c3 torre del bianco · f3 torre del nero · e2 cavallo del bianco · f2 pedone del bianco · b1 re del bianco · c1 alfiere del bianco | b8 cavallo del nero · c8 donna del nero · b6 cavallo del bianco · g6 donna del bianco · e5 re del nero · e4 pedone del bianco · c3 torre del bianco · f3 torre del nero · e2 cavallo del bianco · f2 pedone del bianco · b1 re del bianco · c1 alfiere del bianco | b8 cavallo del nero · c8 donna del nero · b6 cavallo del bianco · g6 donna del bianco · e5 re del nero · e4 pedone del bianco · c3 torre del bianco · f3 torre del nero · e2 cavallo del bianco · f2 pedone del bianco · b1 re del bianco · c1 alfiere del bianco | b8 cavallo del nero · c8 donna del nero · b6 cavallo del bianco · g6 donna del bianco · e5 re del nero · e4 pedone del bianco · c3 torre del bianco · f3 torre del nero · e2 cavallo del bianco · f2 pedone del bianco · b1 re del bianco · c1 alfiere del bianco | 3 |
| 2 | b8 cavallo del nero · c8 donna del nero · b6 cavallo del bianco · g6 donna del bianco · e5 re del nero · e4 pedone del bianco · c3 torre del bianco · f3 torre del nero · e2 cavallo del bianco · f2 pedone del bianco · b1 re del bianco · c1 alfiere del bianco | b8 cavallo del nero · c8 donna del nero · b6 cavallo del bianco · g6 donna del bianco · e5 re del nero · e4 pedone del bianco · c3 torre del bianco · f3 torre del nero · e2 cavallo del bianco · f2 pedone del bianco · b1 re del bianco · c1 alfiere del bianco | b8 cavallo del nero · c8 donna del nero · b6 cavallo del bianco · g6 donna del bianco · e5 re del nero · e4 pedone del bianco · c3 torre del bianco · f3 torre del nero · e2 cavallo del bianco · f2 pedone del bianco · b1 re del bianco · c1 alfiere del bianco | b8 cavallo del nero · c8 donna del nero · b6 cavallo del bianco · g6 donna del bianco · e5 re del nero · e4 pedone del bianco · c3 torre del bianco · f3 torre del nero · e2 cavallo del bianco · f2 pedone del bianco · b1 re del bianco · c1 alfiere del bianco | b8 cavallo del nero · c8 donna del nero · b6 cavallo del bianco · g6 donna del bianco · e5 re del nero · e4 pedone del bianco · c3 torre del bianco · f3 torre del nero · e2 cavallo del bianco · f2 pedone del bianco · b1 re del bianco · c1 alfiere del bianco | b8 cavallo del nero · c8 donna del nero · b6 cavallo del bianco · g6 donna del bianco · e5 re del nero · e4 pedone del bianco · c3 torre del bianco · f3 torre del nero · e2 cavallo del bianco · f2 pedone del bianco · b1 re del bianco · c1 alfiere del bianco | b8 cavallo del nero · c8 donna del nero · b6 cavallo del bianco · g6 donna del bianco · e5 re del nero · e4 pedone del bianco · c3 torre del bianco · f3 torre del nero · e2 cavallo del bianco · f2 pedone del bianco · b1 re del bianco · c1 alfiere del bianco | b8 cavallo del nero · c8 donna del nero · b6 cavallo del bianco · g6 donna del bianco · e5 re del nero · e4 pedone del bianco · c3 torre del bianco · f3 torre del nero · e2 cavallo del bianco · f2 pedone del bianco · b1 re del bianco · c1 alfiere del bianco | 2 |
| 1 | b8 cavallo del nero · c8 donna del nero · b6 cavallo del bianco · g6 donna del bianco · e5 re del nero · e4 pedone del bianco · c3 torre del bianco · f3 torre del nero · e2 cavallo del bianco · f2 pedone del bianco · b1 re del bianco · c1 alfiere del bianco | b8 cavallo del nero · c8 donna del nero · b6 cavallo del bianco · g6 donna del bianco · e5 re del nero · e4 pedone del bianco · c3 torre del bianco · f3 torre del nero · e2 cavallo del bianco · f2 pedone del bianco · b1 re del bianco · c1 alfiere del bianco | b8 cavallo del nero · c8 donna del nero · b6 cavallo del bianco · g6 donna del bianco · e5 re del nero · e4 pedone del bianco · c3 torre del bianco · f3 torre del nero · e2 cavallo del bianco · f2 pedone del bianco · b1 re del bianco · c1 alfiere del bianco | b8 cavallo del nero · c8 donna del nero · b6 cavallo del bianco · g6 donna del bianco · e5 re del nero · e4 pedone del bianco · c3 torre del bianco · f3 torre del nero · e2 cavallo del bianco · f2 pedone del bianco · b1 re del bianco · c1 alfiere del bianco | b8 cavallo del nero · c8 donna del nero · b6 cavallo del bianco · g6 donna del bianco · e5 re del nero · e4 pedone del bianco · c3 torre del bianco · f3 torre del nero · e2 cavallo del bianco · f2 pedone del bianco · b1 re del bianco · c1 alfiere del bianco | b8 cavallo del nero · c8 donna del nero · b6 cavallo del bianco · g6 donna del bianco · e5 re del nero · e4 pedone del bianco · c3 torre del bianco · f3 torre del nero · e2 cavallo del bianco · f2 pedone del bianco · b1 re del bianco · c1 alfiere del bianco | b8 cavallo del nero · c8 donna del nero · b6 cavallo del bianco · g6 donna del bianco · e5 re del nero · e4 pedone del bianco · c3 torre del bianco · f3 torre del nero · e2 cavallo del bianco · f2 pedone del bianco · b1 re del bianco · c1 alfiere del bianco | b8 cavallo del nero · c8 donna del nero · b6 cavallo del bianco · g6 donna del bianco · e5 re del nero · e4 pedone del bianco · c3 torre del bianco · f3 torre del nero · e2 cavallo del bianco · f2 pedone del bianco · b1 re del bianco · c1 alfiere del bianco | 1 |
|   | a | b | c | d | e | f | g | h |   |

Soluzione:
1. Ab2 !  [2. Tc5#]
1. ...Tf5  2. Tc4# 

1. ...Tf6  2. Tc6# 

1. ...Dc4/Dxc3  2. Cxc4# 

1. ...De6  2. Td3# 

1. ...Df5  2. Te3#
|   | a | b | c | d | e | f | g | h |   |
| 8 | a8 cavallo del nero · c8 donna del bianco · d8 re del bianco · e8 torre del bianco · d7 pedone del nero · d6 re del nero · a5 torre del nero · d5 pedone del bianco · h5 torre del nero · h4 pedone del nero · b3 alfiere del nero · c3 cavallo del bianco · d3 alfiere del bianco · e3 cavallo del bianco · f2 pedone del bianco · a1 cavallo del nero · d1 torre del bianco · h1 donna del nero | a8 cavallo del nero · c8 donna del bianco · d8 re del bianco · e8 torre del bianco · d7 pedone del nero · d6 re del nero · a5 torre del nero · d5 pedone del bianco · h5 torre del nero · h4 pedone del nero · b3 alfiere del nero · c3 cavallo del bianco · d3 alfiere del bianco · e3 cavallo del bianco · f2 pedone del bianco · a1 cavallo del nero · d1 torre del bianco · h1 donna del nero | a8 cavallo del nero · c8 donna del bianco · d8 re del bianco · e8 torre del bianco · d7 pedone del nero · d6 re del nero · a5 torre del nero · d5 pedone del bianco · h5 torre del nero · h4 pedone del nero · b3 alfiere del nero · c3 cavallo del bianco · d3 alfiere del bianco · e3 cavallo del bianco · f2 pedone del bianco · a1 cavallo del nero · d1 torre del bianco · h1 donna del nero | a8 cavallo del nero · c8 donna del bianco · d8 re del bianco · e8 torre del bianco · d7 pedone del nero · d6 re del nero · a5 torre del nero · d5 pedone del bianco · h5 torre del nero · h4 pedone del nero · b3 alfiere del nero · c3 cavallo del bianco · d3 alfiere del bianco · e3 cavallo del bianco · f2 pedone del bianco · a1 cavallo del nero · d1 torre del bianco · h1 donna del nero | a8 cavallo del nero · c8 donna del bianco · d8 re del bianco · e8 torre del bianco · d7 pedone del nero · d6 re del nero · a5 torre del nero · d5 pedone del bianco · h5 torre del nero · h4 pedone del nero · b3 alfiere del nero · c3 cavallo del bianco · d3 alfiere del bianco · e3 cavallo del bianco · f2 pedone del bianco · a1 cavallo del nero · d1 torre del bianco · h1 donna del nero | a8 cavallo del nero · c8 donna del bianco · d8 re del bianco · e8 torre del bianco · d7 pedone del nero · d6 re del nero · a5 torre del nero · d5 pedone del bianco · h5 torre del nero · h4 pedone del nero · b3 alfiere del nero · c3 cavallo del bianco · d3 alfiere del bianco · e3 cavallo del bianco · f2 pedone del bianco · a1 cavallo del nero · d1 torre del bianco · h1 donna del nero | a8 cavallo del nero · c8 donna del bianco · d8 re del bianco · e8 torre del bianco · d7 pedone del nero · d6 re del nero · a5 torre del nero · d5 pedone del bianco · h5 torre del nero · h4 pedone del nero · b3 alfiere del nero · c3 cavallo del bianco · d3 alfiere del bianco · e3 cavallo del bianco · f2 pedone del bianco · a1 cavallo del nero · d1 torre del bianco · h1 donna del nero | a8 cavallo del nero · c8 donna del bianco · d8 re del bianco · e8 torre del bianco · d7 pedone del nero · d6 re del nero · a5 torre del nero · d5 pedone del bianco · h5 torre del nero · h4 pedone del nero · b3 alfiere del nero · c3 cavallo del bianco · d3 alfiere del bianco · e3 cavallo del bianco · f2 pedone del bianco · a1 cavallo del nero · d1 torre del bianco · h1 donna del nero | 8 |
| 7 | a8 cavallo del nero · c8 donna del bianco · d8 re del bianco · e8 torre del bianco · d7 pedone del nero · d6 re del nero · a5 torre del nero · d5 pedone del bianco · h5 torre del nero · h4 pedone del nero · b3 alfiere del nero · c3 cavallo del bianco · d3 alfiere del bianco · e3 cavallo del bianco · f2 pedone del bianco · a1 cavallo del nero · d1 torre del bianco · h1 donna del nero | a8 cavallo del nero · c8 donna del bianco · d8 re del bianco · e8 torre del bianco · d7 pedone del nero · d6 re del nero · a5 torre del nero · d5 pedone del bianco · h5 torre del nero · h4 pedone del nero · b3 alfiere del nero · c3 cavallo del bianco · d3 alfiere del bianco · e3 cavallo del bianco · f2 pedone del bianco · a1 cavallo del nero · d1 torre del bianco · h1 donna del nero | a8 cavallo del nero · c8 donna del bianco · d8 re del bianco · e8 torre del bianco · d7 pedone del nero · d6 re del nero · a5 torre del nero · d5 pedone del bianco · h5 torre del nero · h4 pedone del nero · b3 alfiere del nero · c3 cavallo del bianco · d3 alfiere del bianco · e3 cavallo del bianco · f2 pedone del bianco · a1 cavallo del nero · d1 torre del bianco · h1 donna del nero | a8 cavallo del nero · c8 donna del bianco · d8 re del bianco · e8 torre del bianco · d7 pedone del nero · d6 re del nero · a5 torre del nero · d5 pedone del bianco · h5 torre del nero · h4 pedone del nero · b3 alfiere del nero · c3 cavallo del bianco · d3 alfiere del bianco · e3 cavallo del bianco · f2 pedone del bianco · a1 cavallo del nero · d1 torre del bianco · h1 donna del nero | a8 cavallo del nero · c8 donna del bianco · d8 re del bianco · e8 torre del bianco · d7 pedone del nero · d6 re del nero · a5 torre del nero · d5 pedone del bianco · h5 torre del nero · h4 pedone del nero · b3 alfiere del nero · c3 cavallo del bianco · d3 alfiere del bianco · e3 cavallo del bianco · f2 pedone del bianco · a1 cavallo del nero · d1 torre del bianco · h1 donna del nero | a8 cavallo del nero · c8 donna del bianco · d8 re del bianco · e8 torre del bianco · d7 pedone del nero · d6 re del nero · a5 torre del nero · d5 pedone del bianco · h5 torre del nero · h4 pedone del nero · b3 alfiere del nero · c3 cavallo del bianco · d3 alfiere del bianco · e3 cavallo del bianco · f2 pedone del bianco · a1 cavallo del nero · d1 torre del bianco · h1 donna del nero | a8 cavallo del nero · c8 donna del bianco · d8 re del bianco · e8 torre del bianco · d7 pedone del nero · d6 re del nero · a5 torre del nero · d5 pedone del bianco · h5 torre del nero · h4 pedone del nero · b3 alfiere del nero · c3 cavallo del bianco · d3 alfiere del bianco · e3 cavallo del bianco · f2 pedone del bianco · a1 cavallo del nero · d1 torre del bianco · h1 donna del nero | a8 cavallo del nero · c8 donna del bianco · d8 re del bianco · e8 torre del bianco · d7 pedone del nero · d6 re del nero · a5 torre del nero · d5 pedone del bianco · h5 torre del nero · h4 pedone del nero · b3 alfiere del nero · c3 cavallo del bianco · d3 alfiere del bianco · e3 cavallo del bianco · f2 pedone del bianco · a1 cavallo del nero · d1 torre del bianco · h1 donna del nero | 7 |
| 6 | a8 cavallo del nero · c8 donna del bianco · d8 re del bianco · e8 torre del bianco · d7 pedone del nero · d6 re del nero · a5 torre del nero · d5 pedone del bianco · h5 torre del nero · h4 pedone del nero · b3 alfiere del nero · c3 cavallo del bianco · d3 alfiere del bianco · e3 cavallo del bianco · f2 pedone del bianco · a1 cavallo del nero · d1 torre del bianco · h1 donna del nero | a8 cavallo del nero · c8 donna del bianco · d8 re del bianco · e8 torre del bianco · d7 pedone del nero · d6 re del nero · a5 torre del nero · d5 pedone del bianco · h5 torre del nero · h4 pedone del nero · b3 alfiere del nero · c3 cavallo del bianco · d3 alfiere del bianco · e3 cavallo del bianco · f2 pedone del bianco · a1 cavallo del nero · d1 torre del bianco · h1 donna del nero | a8 cavallo del nero · c8 donna del bianco · d8 re del bianco · e8 torre del bianco · d7 pedone del nero · d6 re del nero · a5 torre del nero · d5 pedone del bianco · h5 torre del nero · h4 pedone del nero · b3 alfiere del nero · c3 cavallo del bianco · d3 alfiere del bianco · e3 cavallo del bianco · f2 pedone del bianco · a1 cavallo del nero · d1 torre del bianco · h1 donna del nero | a8 cavallo del nero · c8 donna del bianco · d8 re del bianco · e8 torre del bianco · d7 pedone del nero · d6 re del nero · a5 torre del nero · d5 pedone del bianco · h5 torre del nero · h4 pedone del nero · b3 alfiere del nero · c3 cavallo del bianco · d3 alfiere del bianco · e3 cavallo del bianco · f2 pedone del bianco · a1 cavallo del nero · d1 torre del bianco · h1 donna del nero | a8 cavallo del nero · c8 donna del bianco · d8 re del bianco · e8 torre del bianco · d7 pedone del nero · d6 re del nero · a5 torre del nero · d5 pedone del bianco · h5 torre del nero · h4 pedone del nero · b3 alfiere del nero · c3 cavallo del bianco · d3 alfiere del bianco · e3 cavallo del bianco · f2 pedone del bianco · a1 cavallo del nero · d1 torre del bianco · h1 donna del nero | a8 cavallo del nero · c8 donna del bianco · d8 re del bianco · e8 torre del bianco · d7 pedone del nero · d6 re del nero · a5 torre del nero · d5 pedone del bianco · h5 torre del nero · h4 pedone del nero · b3 alfiere del nero · c3 cavallo del bianco · d3 alfiere del bianco · e3 cavallo del bianco · f2 pedone del bianco · a1 cavallo del nero · d1 torre del bianco · h1 donna del nero | a8 cavallo del nero · c8 donna del bianco · d8 re del bianco · e8 torre del bianco · d7 pedone del nero · d6 re del nero · a5 torre del nero · d5 pedone del bianco · h5 torre del nero · h4 pedone del nero · b3 alfiere del nero · c3 cavallo del bianco · d3 alfiere del bianco · e3 cavallo del bianco · f2 pedone del bianco · a1 cavallo del nero · d1 torre del bianco · h1 donna del nero | a8 cavallo del nero · c8 donna del bianco · d8 re del bianco · e8 torre del bianco · d7 pedone del nero · d6 re del nero · a5 torre del nero · d5 pedone del bianco · h5 torre del nero · h4 pedone del nero · b3 alfiere del nero · c3 cavallo del bianco · d3 alfiere del bianco · e3 cavallo del bianco · f2 pedone del bianco · a1 cavallo del nero · d1 torre del bianco · h1 donna del nero | 6 |
| 5 | a8 cavallo del nero · c8 donna del bianco · d8 re del bianco · e8 torre del bianco · d7 pedone del nero · d6 re del nero · a5 torre del nero · d5 pedone del bianco · h5 torre del nero · h4 pedone del nero · b3 alfiere del nero · c3 cavallo del bianco · d3 alfiere del bianco · e3 cavallo del bianco · f2 pedone del bianco · a1 cavallo del nero · d1 torre del bianco · h1 donna del nero | a8 cavallo del nero · c8 donna del bianco · d8 re del bianco · e8 torre del bianco · d7 pedone del nero · d6 re del nero · a5 torre del nero · d5 pedone del bianco · h5 torre del nero · h4 pedone del nero · b3 alfiere del nero · c3 cavallo del bianco · d3 alfiere del bianco · e3 cavallo del bianco · f2 pedone del bianco · a1 cavallo del nero · d1 torre del bianco · h1 donna del nero | a8 cavallo del nero · c8 donna del bianco · d8 re del bianco · e8 torre del bianco · d7 pedone del nero · d6 re del nero · a5 torre del nero · d5 pedone del bianco · h5 torre del nero · h4 pedone del nero · b3 alfiere del nero · c3 cavallo del bianco · d3 alfiere del bianco · e3 cavallo del bianco · f2 pedone del bianco · a1 cavallo del nero · d1 torre del bianco · h1 donna del nero | a8 cavallo del nero · c8 donna del bianco · d8 re del bianco · e8 torre del bianco · d7 pedone del nero · d6 re del nero · a5 torre del nero · d5 pedone del bianco · h5 torre del nero · h4 pedone del nero · b3 alfiere del nero · c3 cavallo del bianco · d3 alfiere del bianco · e3 cavallo del bianco · f2 pedone del bianco · a1 cavallo del nero · d1 torre del bianco · h1 donna del nero | a8 cavallo del nero · c8 donna del bianco · d8 re del bianco · e8 torre del bianco · d7 pedone del nero · d6 re del nero · a5 torre del nero · d5 pedone del bianco · h5 torre del nero · h4 pedone del nero · b3 alfiere del nero · c3 cavallo del bianco · d3 alfiere del bianco · e3 cavallo del bianco · f2 pedone del bianco · a1 cavallo del nero · d1 torre del bianco · h1 donna del nero | a8 cavallo del nero · c8 donna del bianco · d8 re del bianco · e8 torre del bianco · d7 pedone del nero · d6 re del nero · a5 torre del nero · d5 pedone del bianco · h5 torre del nero · h4 pedone del nero · b3 alfiere del nero · c3 cavallo del bianco · d3 alfiere del bianco · e3 cavallo del bianco · f2 pedone del bianco · a1 cavallo del nero · d1 torre del bianco · h1 donna del nero | a8 cavallo del nero · c8 donna del bianco · d8 re del bianco · e8 torre del bianco · d7 pedone del nero · d6 re del nero · a5 torre del nero · d5 pedone del bianco · h5 torre del nero · h4 pedone del nero · b3 alfiere del nero · c3 cavallo del bianco · d3 alfiere del bianco · e3 cavallo del bianco · f2 pedone del bianco · a1 cavallo del nero · d1 torre del bianco · h1 donna del nero | a8 cavallo del nero · c8 donna del bianco · d8 re del bianco · e8 torre del bianco · d7 pedone del nero · d6 re del nero · a5 torre del nero · d5 pedone del bianco · h5 torre del nero · h4 pedone del nero · b3 alfiere del nero · c3 cavallo del bianco · d3 alfiere del bianco · e3 cavallo del bianco · f2 pedone del bianco · a1 cavallo del nero · d1 torre del bianco · h1 donna del nero | 5 |
| 4 | a8 cavallo del nero · c8 donna del bianco · d8 re del bianco · e8 torre del bianco · d7 pedone del nero · d6 re del nero · a5 torre del nero · d5 pedone del bianco · h5 torre del nero · h4 pedone del nero · b3 alfiere del nero · c3 cavallo del bianco · d3 alfiere del bianco · e3 cavallo del bianco · f2 pedone del bianco · a1 cavallo del nero · d1 torre del bianco · h1 donna del nero | a8 cavallo del nero · c8 donna del bianco · d8 re del bianco · e8 torre del bianco · d7 pedone del nero · d6 re del nero · a5 torre del nero · d5 pedone del bianco · h5 torre del nero · h4 pedone del nero · b3 alfiere del nero · c3 cavallo del bianco · d3 alfiere del bianco · e3 cavallo del bianco · f2 pedone del bianco · a1 cavallo del nero · d1 torre del bianco · h1 donna del nero | a8 cavallo del nero · c8 donna del bianco · d8 re del bianco · e8 torre del bianco · d7 pedone del nero · d6 re del nero · a5 torre del nero · d5 pedone del bianco · h5 torre del nero · h4 pedone del nero · b3 alfiere del nero · c3 cavallo del bianco · d3 alfiere del bianco · e3 cavallo del bianco · f2 pedone del bianco · a1 cavallo del nero · d1 torre del bianco · h1 donna del nero | a8 cavallo del nero · c8 donna del bianco · d8 re del bianco · e8 torre del bianco · d7 pedone del nero · d6 re del nero · a5 torre del nero · d5 pedone del bianco · h5 torre del nero · h4 pedone del nero · b3 alfiere del nero · c3 cavallo del bianco · d3 alfiere del bianco · e3 cavallo del bianco · f2 pedone del bianco · a1 cavallo del nero · d1 torre del bianco · h1 donna del nero | a8 cavallo del nero · c8 donna del bianco · d8 re del bianco · e8 torre del bianco · d7 pedone del nero · d6 re del nero · a5 torre del nero · d5 pedone del bianco · h5 torre del nero · h4 pedone del nero · b3 alfiere del nero · c3 cavallo del bianco · d3 alfiere del bianco · e3 cavallo del bianco · f2 pedone del bianco · a1 cavallo del nero · d1 torre del bianco · h1 donna del nero | a8 cavallo del nero · c8 donna del bianco · d8 re del bianco · e8 torre del bianco · d7 pedone del nero · d6 re del nero · a5 torre del nero · d5 pedone del bianco · h5 torre del nero · h4 pedone del nero · b3 alfiere del nero · c3 cavallo del bianco · d3 alfiere del bianco · e3 cavallo del bianco · f2 pedone del bianco · a1 cavallo del nero · d1 torre del bianco · h1 donna del nero | a8 cavallo del nero · c8 donna del bianco · d8 re del bianco · e8 torre del bianco · d7 pedone del nero · d6 re del nero · a5 torre del nero · d5 pedone del bianco · h5 torre del nero · h4 pedone del nero · b3 alfiere del nero · c3 cavallo del bianco · d3 alfiere del bianco · e3 cavallo del bianco · f2 pedone del bianco · a1 cavallo del nero · d1 torre del bianco · h1 donna del nero | a8 cavallo del nero · c8 donna del bianco · d8 re del bianco · e8 torre del bianco · d7 pedone del nero · d6 re del nero · a5 torre del nero · d5 pedone del bianco · h5 torre del nero · h4 pedone del nero · b3 alfiere del nero · c3 cavallo del bianco · d3 alfiere del bianco · e3 cavallo del bianco · f2 pedone del bianco · a1 cavallo del nero · d1 torre del bianco · h1 donna del nero | 4 |
| 3 | a8 cavallo del nero · c8 donna del bianco · d8 re del bianco · e8 torre del bianco · d7 pedone del nero · d6 re del nero · a5 torre del nero · d5 pedone del bianco · h5 torre del nero · h4 pedone del nero · b3 alfiere del nero · c3 cavallo del bianco · d3 alfiere del bianco · e3 cavallo del bianco · f2 pedone del bianco · a1 cavallo del nero · d1 torre del bianco · h1 donna del nero | a8 cavallo del nero · c8 donna del bianco · d8 re del bianco · e8 torre del bianco · d7 pedone del nero · d6 re del nero · a5 torre del nero · d5 pedone del bianco · h5 torre del nero · h4 pedone del nero · b3 alfiere del nero · c3 cavallo del bianco · d3 alfiere del bianco · e3 cavallo del bianco · f2 pedone del bianco · a1 cavallo del nero · d1 torre del bianco · h1 donna del nero | a8 cavallo del nero · c8 donna del bianco · d8 re del bianco · e8 torre del bianco · d7 pedone del nero · d6 re del nero · a5 torre del nero · d5 pedone del bianco · h5 torre del nero · h4 pedone del nero · b3 alfiere del nero · c3 cavallo del bianco · d3 alfiere del bianco · e3 cavallo del bianco · f2 pedone del bianco · a1 cavallo del nero · d1 torre del bianco · h1 donna del nero | a8 cavallo del nero · c8 donna del bianco · d8 re del bianco · e8 torre del bianco · d7 pedone del nero · d6 re del nero · a5 torre del nero · d5 pedone del bianco · h5 torre del nero · h4 pedone del nero · b3 alfiere del nero · c3 cavallo del bianco · d3 alfiere del bianco · e3 cavallo del bianco · f2 pedone del bianco · a1 cavallo del nero · d1 torre del bianco · h1 donna del nero | a8 cavallo del nero · c8 donna del bianco · d8 re del bianco · e8 torre del bianco · d7 pedone del nero · d6 re del nero · a5 torre del nero · d5 pedone del bianco · h5 torre del nero · h4 pedone del nero · b3 alfiere del nero · c3 cavallo del bianco · d3 alfiere del bianco · e3 cavallo del bianco · f2 pedone del bianco · a1 cavallo del nero · d1 torre del bianco · h1 donna del nero | a8 cavallo del nero · c8 donna del bianco · d8 re del bianco · e8 torre del bianco · d7 pedone del nero · d6 re del nero · a5 torre del nero · d5 pedone del bianco · h5 torre del nero · h4 pedone del nero · b3 alfiere del nero · c3 cavallo del bianco · d3 alfiere del bianco · e3 cavallo del bianco · f2 pedone del bianco · a1 cavallo del nero · d1 torre del bianco · h1 donna del nero | a8 cavallo del nero · c8 donna del bianco · d8 re del bianco · e8 torre del bianco · d7 pedone del nero · d6 re del nero · a5 torre del nero · d5 pedone del bianco · h5 torre del nero · h4 pedone del nero · b3 alfiere del nero · c3 cavallo del bianco · d3 alfiere del bianco · e3 cavallo del bianco · f2 pedone del bianco · a1 cavallo del nero · d1 torre del bianco · h1 donna del nero | a8 cavallo del nero · c8 donna del bianco · d8 re del bianco · e8 torre del bianco · d7 pedone del nero · d6 re del nero · a5 torre del nero · d5 pedone del bianco · h5 torre del nero · h4 pedone del nero · b3 alfiere del nero · c3 cavallo del bianco · d3 alfiere del bianco · e3 cavallo del bianco · f2 pedone del bianco · a1 cavallo del nero · d1 torre del bianco · h1 donna del nero | 3 |
| 2 | a8 cavallo del nero · c8 donna del bianco · d8 re del bianco · e8 torre del bianco · d7 pedone del nero · d6 re del nero · a5 torre del nero · d5 pedone del bianco · h5 torre del nero · h4 pedone del nero · b3 alfiere del nero · c3 cavallo del bianco · d3 alfiere del bianco · e3 cavallo del bianco · f2 pedone del bianco · a1 cavallo del nero · d1 torre del bianco · h1 donna del nero | a8 cavallo del nero · c8 donna del bianco · d8 re del bianco · e8 torre del bianco · d7 pedone del nero · d6 re del nero · a5 torre del nero · d5 pedone del bianco · h5 torre del nero · h4 pedone del nero · b3 alfiere del nero · c3 cavallo del bianco · d3 alfiere del bianco · e3 cavallo del bianco · f2 pedone del bianco · a1 cavallo del nero · d1 torre del bianco · h1 donna del nero | a8 cavallo del nero · c8 donna del bianco · d8 re del bianco · e8 torre del bianco · d7 pedone del nero · d6 re del nero · a5 torre del nero · d5 pedone del bianco · h5 torre del nero · h4 pedone del nero · b3 alfiere del nero · c3 cavallo del bianco · d3 alfiere del bianco · e3 cavallo del bianco · f2 pedone del bianco · a1 cavallo del nero · d1 torre del bianco · h1 donna del nero | a8 cavallo del nero · c8 donna del bianco · d8 re del bianco · e8 torre del bianco · d7 pedone del nero · d6 re del nero · a5 torre del nero · d5 pedone del bianco · h5 torre del nero · h4 pedone del nero · b3 alfiere del nero · c3 cavallo del bianco · d3 alfiere del bianco · e3 cavallo del bianco · f2 pedone del bianco · a1 cavallo del nero · d1 torre del bianco · h1 donna del nero | a8 cavallo del nero · c8 donna del bianco · d8 re del bianco · e8 torre del bianco · d7 pedone del nero · d6 re del nero · a5 torre del nero · d5 pedone del bianco · h5 torre del nero · h4 pedone del nero · b3 alfiere del nero · c3 cavallo del bianco · d3 alfiere del bianco · e3 cavallo del bianco · f2 pedone del bianco · a1 cavallo del nero · d1 torre del bianco · h1 donna del nero | a8 cavallo del nero · c8 donna del bianco · d8 re del bianco · e8 torre del bianco · d7 pedone del nero · d6 re del nero · a5 torre del nero · d5 pedone del bianco · h5 torre del nero · h4 pedone del nero · b3 alfiere del nero · c3 cavallo del bianco · d3 alfiere del bianco · e3 cavallo del bianco · f2 pedone del bianco · a1 cavallo del nero · d1 torre del bianco · h1 donna del nero | a8 cavallo del nero · c8 donna del bianco · d8 re del bianco · e8 torre del bianco · d7 pedone del nero · d6 re del nero · a5 torre del nero · d5 pedone del bianco · h5 torre del nero · h4 pedone del nero · b3 alfiere del nero · c3 cavallo del bianco · d3 alfiere del bianco · e3 cavallo del bianco · f2 pedone del bianco · a1 cavallo del nero · d1 torre del bianco · h1 donna del nero | a8 cavallo del nero · c8 donna del bianco · d8 re del bianco · e8 torre del bianco · d7 pedone del nero · d6 re del nero · a5 torre del nero · d5 pedone del bianco · h5 torre del nero · h4 pedone del nero · b3 alfiere del nero · c3 cavallo del bianco · d3 alfiere del bianco · e3 cavallo del bianco · f2 pedone del bianco · a1 cavallo del nero · d1 torre del bianco · h1 donna del nero | 2 |
| 1 | a8 cavallo del nero · c8 donna del bianco · d8 re del bianco · e8 torre del bianco · d7 pedone del nero · d6 re del nero · a5 torre del nero · d5 pedone del bianco · h5 torre del nero · h4 pedone del nero · b3 alfiere del nero · c3 cavallo del bianco · d3 alfiere del bianco · e3 cavallo del bianco · f2 pedone del bianco · a1 cavallo del nero · d1 torre del bianco · h1 donna del nero | a8 cavallo del nero · c8 donna del bianco · d8 re del bianco · e8 torre del bianco · d7 pedone del nero · d6 re del nero · a5 torre del nero · d5 pedone del bianco · h5 torre del nero · h4 pedone del nero · b3 alfiere del nero · c3 cavallo del bianco · d3 alfiere del bianco · e3 cavallo del bianco · f2 pedone del bianco · a1 cavallo del nero · d1 torre del bianco · h1 donna del nero | a8 cavallo del nero · c8 donna del bianco · d8 re del bianco · e8 torre del bianco · d7 pedone del nero · d6 re del nero · a5 torre del nero · d5 pedone del bianco · h5 torre del nero · h4 pedone del nero · b3 alfiere del nero · c3 cavallo del bianco · d3 alfiere del bianco · e3 cavallo del bianco · f2 pedone del bianco · a1 cavallo del nero · d1 torre del bianco · h1 donna del nero | a8 cavallo del nero · c8 donna del bianco · d8 re del bianco · e8 torre del bianco · d7 pedone del nero · d6 re del nero · a5 torre del nero · d5 pedone del bianco · h5 torre del nero · h4 pedone del nero · b3 alfiere del nero · c3 cavallo del bianco · d3 alfiere del bianco · e3 cavallo del bianco · f2 pedone del bianco · a1 cavallo del nero · d1 torre del bianco · h1 donna del nero | a8 cavallo del nero · c8 donna del bianco · d8 re del bianco · e8 torre del bianco · d7 pedone del nero · d6 re del nero · a5 torre del nero · d5 pedone del bianco · h5 torre del nero · h4 pedone del nero · b3 alfiere del nero · c3 cavallo del bianco · d3 alfiere del bianco · e3 cavallo del bianco · f2 pedone del bianco · a1 cavallo del nero · d1 torre del bianco · h1 donna del nero | a8 cavallo del nero · c8 donna del bianco · d8 re del bianco · e8 torre del bianco · d7 pedone del nero · d6 re del nero · a5 torre del nero · d5 pedone del bianco · h5 torre del nero · h4 pedone del nero · b3 alfiere del nero · c3 cavallo del bianco · d3 alfiere del bianco · e3 cavallo del bianco · f2 pedone del bianco · a1 cavallo del nero · d1 torre del bianco · h1 donna del nero | a8 cavallo del nero · c8 donna del bianco · d8 re del bianco · e8 torre del bianco · d7 pedone del nero · d6 re del nero · a5 torre del nero · d5 pedone del bianco · h5 torre del nero · h4 pedone del nero · b3 alfiere del nero · c3 cavallo del bianco · d3 alfiere del bianco · e3 cavallo del bianco · f2 pedone del bianco · a1 cavallo del nero · d1 torre del bianco · h1 donna del nero | a8 cavallo del nero · c8 donna del bianco · d8 re del bianco · e8 torre del bianco · d7 pedone del nero · d6 re del nero · a5 torre del nero · d5 pedone del bianco · h5 torre del nero · h4 pedone del nero · b3 alfiere del nero · c3 cavallo del bianco · d3 alfiere del bianco · e3 cavallo del bianco · f2 pedone del bianco · a1 cavallo del nero · d1 torre del bianco · h1 donna del nero | 1 |
|   | a | b | c | d | e | f | g | h |   |

Soluzione:
1. f4 !  (min. 2. Te6+ dxe6 3. Dc6#)
1. ...Dxd5  2. Ac2 Axc2  3. Cc4# 

1. ...Axd5  2. Af1 De4  3. Cxe4# 

1. ...Taxd5  2. Af5 Dxd1  3. Ce4# 